# Sedm bajek židovských
Sedm bajek židovských je soubor mystických příběhů judaismu spisovatele Davida Hartla z roku 2021, zakončený v sedmeru moudrých poučení.

## Obsah
U anotace jednotlivých bajek o židovských obyvatelích starověkých vesnic a městeček Izraele se střetává realita dobové atmosféry s mystikou zjevení pěti nejvyšších andělů izraelské víry, jsou to archandělé Raguel, Ariel, Haniel, Chamuel a Jeremiel. Do tehdejší doby vnášejí nový poznatek o Bohu, když v případech velmi vážných porušení Tóry na místo očekávané smrti ukamenováním či upálením, běžných trestů vyplývajících z pěti knih Mojžíšova zákona, dávají provinilcům dar života s vytčením nové cesty a směru uvažování, ne ve všech případech však jde o provinilost.

### I. bajka
V první bajce o Mordechaji Simeonu se archandělé vypravují za chamtivcem lačnícím v nouzi po ženě a statcích, jak to vidí u sousedů. Mají zprvu plné pochopení pro muže, jemuž schází láska a v osamělosti neví, jak ji získat. Nároky má však vysoké a tak andělé v uměřené nadsázce přislíbí muži vše, co stačí vyjmenovat, překrásnou dívku, úrodu oliv a plodin polí více než mají jiní, než dojde na okamžik, kdy se netrpělivě zeptá, kdy se vše naplní. Archandělé Mordechajovi odpoví, že až totéž, co vše vyjmenoval a sám si přál, dopřeje vlastními silami někomu jinému. Muž po roce úsilí skutečně splní přetěžkou podmínku a nyní je na nich, aby mu dopřáli, co svatě zaslíbili. V bajce je znatelný židovský způsob uvažování s poučením o tom, že dobrem vykonaným pro druhé lze dosáhnout Božího požehnání.

### II. bajka
Ve druhé bajce Chajim nezná lásku, ale vábí ho Sára. I on se znenadání střetne s tajemnými muži, propadá zoufalství, a prosí o pomoc; a je mu odmítnuta. Nevzdává se, a navrhne řešení své situace: Pětice souhlasí, ale Chajima pak čeká těžké rozhodnutí... V utrpení prosí anděly o uhašení lásky svého srdce... Bajka je smutná a vede k moudrému pochopení života řešením otázky sobectví a soucitu.

### III. bajka
Josijáš ve třetí bajce mstivě prorokuje a po jeho kletbách ve vsi chcípá dobytek. K nápravě nepomůže ani zásah rabína Josefa. Znenadání se objevuje i Pětice, a s ní krutý, ač velmi neobvyklý trest. Muži za prorokování o neštěstí pro nevinné obyvatele rodné vesnice hrozí po zjevení andělů smrt. Prosí však zoufale o smilování a andělé dospějí k úvaze, že život provinilce jen smrtí končit nemusí. Proroka čeká velmi zvláštní osud.

### IV. bajka
Ve čtvrté bajce je Jachaš zotročen a poslušně masíruje princeznu Hagenas. Ta jej týrá, až zatouží mít styk. Kvůli Mojžíšovu zákonu se Jachaš bojí o život, přitom Hagenasu tajně miluje. Pětice jej děsí svou noční návštěvou a nabízí mu účinnou, leč neslýchanou pomoc! Bajka řeší otázku pokory mladíka, věrného židovské víře svých otců. Zjevivší se anděly překvapuje svou odolností vůči krasavici z královské krve, která neví, jak by ho svedla. Jachaš odolává, ale andělé mladíkovi neprozradí, že jeho poslání je mnohem významnější, než jeho věrnost zákonu Mojžíšovu. Má zachránit Izrael z babylónského zajetí.

### V. bajka
V páté bajce sirotčí Birka touží po synovi rabína Halevovi, ten ji ignoruje. Svou chytrostí Haleva zcela zmate, a dopustí se i odsouzeníhodného jednání. Přichází Pětice a žebračka se dozvídá, co ji čeká... Porušení sobotního klidu trestal Mojžíšův zákon smrtí a právě tento trest Birka očekává po zjevení archandělů na zahradě svého domku zděděnému po rodičích. Ke svému překvapení a ohromné úlevě shledává, že na její smrt andělé nespěchají...

### VI. bajka
V šesté bajce Micha’el posedlý dybukem snáší výsměch vesnice; a myslí si na Rajdu, dívku s nejhorší pověstí. Dávají se dohromady, a za cenu vyvržení zmírají hladem v pustině. Těhotnou dívku a posedlého hocha však čeká nenadálé setkání, jež rozhodne o osudech obou... Tím je zjevení archanděla Raguela, který oba mladé provinilce za smilstvo nepřichází zabít, ale naopak, zachránit před smrtí ukamenováním, jež jim hrozí od lidí z vesnice. Takové pomoci však předchází ta nejtěžší zkouška obou dvou.

### VII. bajka
Sedmá bajka popisuje násilné krvesmilstvo a modloslužbu na poli. Psychologické drama vyřeší až dvanáctiletý Micajáš; rodině se vyhne ukamenování, sourozencům upálení, byť za vysokou cenu. Unikli a žijí daleko od vsi; u Karmelu však potkávají cizince – jednoho z pěti Poslů... Další dojemný příběh bajky ukazuje nade vši pochybnost lásku, jakou má Bůh k Izraeli.

## Poselství knihy

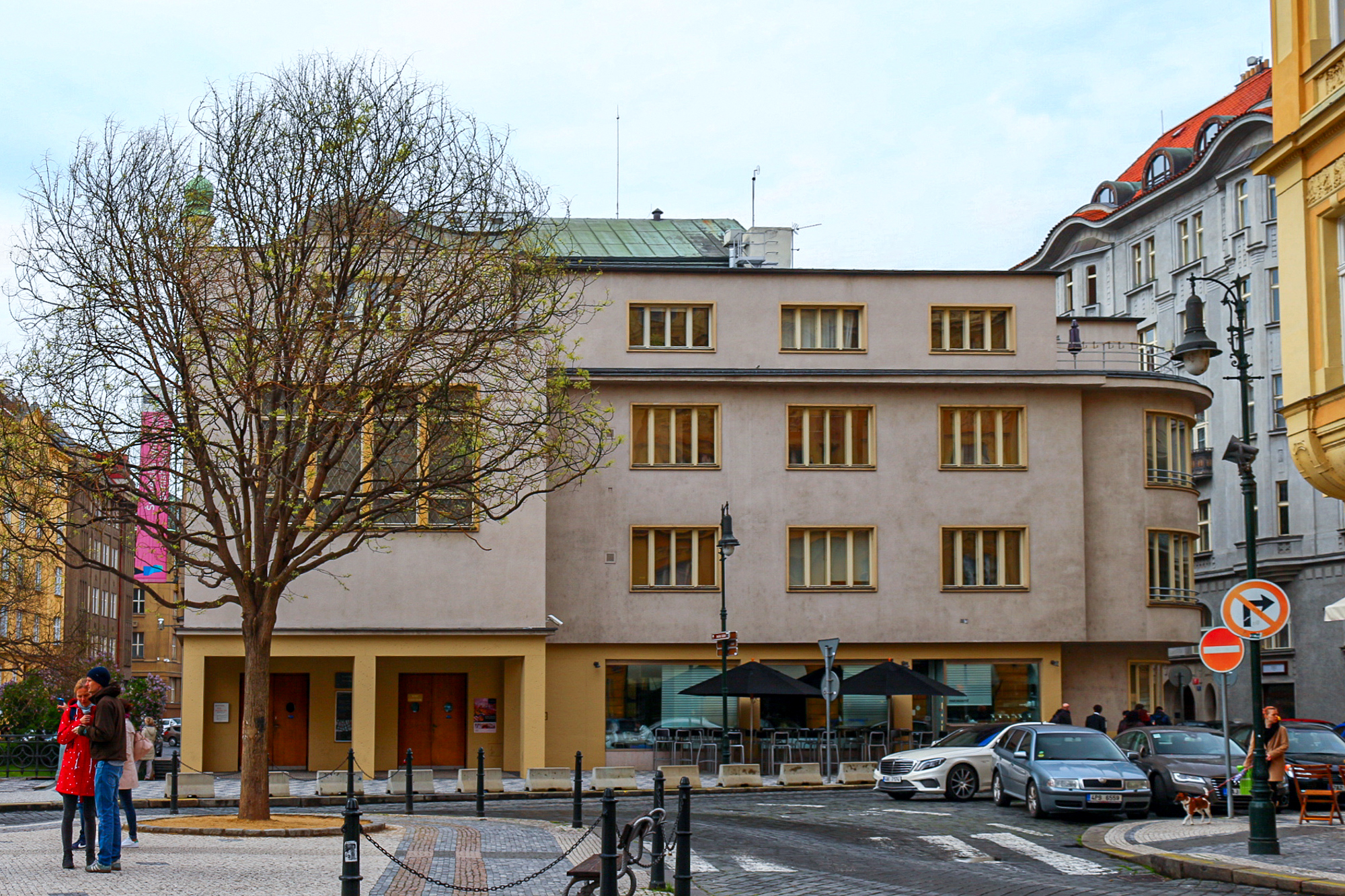
Židovské muzeum v Praze a Španělská synagoga, knihovna

Podstatou Sedmi bajek židovských je příběhový judaismus, založený na odpovědnosti člověka k sobě samému, i ve vztazích a činech k druhým a na židovské Tóře, přičemž bajek specificky orientálních s inklinací k staroizraelskému náboženskému prostředí existuje až dodneška jen velmi malé množství, několik v historicky vzdálené epoše středověku, tehdy první existující bajky Berechji ben Natronaje ha-Nakdana z přelomu 12. a 13. století v Anglii, Francii, s hebrejským názvem Mishlè Shu‘alim, počeštěle Mišle šu‘alim, jichž je 49, a jsou typické pro starověk a středověk, s odkazem na Talmud a Midraš. 
Pozdější doba, časově značně odkloněná, přináší bajky z roku 1794 od Barucha ben Jona Jajtelese, které vyšly v překladech Gottholda Ephraima Lessinga a Magnuse Lichtwera v časopise Ha-Me'assef.
Z moderní epochy současnosti židovské bajky téměř úplně vymizely a jakožto žánr jsou nahrazovány příběhy prozaického stylu vyprávění, například v ojedinělé tvorbě pohádek Leo Pavláta Osm světel. Sedm bajek židovských je naproti tomu v Česku jediná ucelená sbírka nových bajek judaismu, a to v pojetí typickém pro bajku, přitom však odkazově navazuje na židovské tradice, zmiňuje Mišnu, (ve třetí bajce o Josijášovi) a častěji jde ještě dál, pro odkazy ke knihám Mojžíšovým (v sedmé bajce Ohavnost v Gibetonu). Zmiňuje pravá hebrejská jména archandělů.
Ze studijní anotace Městské knihovny v Praze vyplývá vřazení tématu Sedmi bajek židovských z roku 2021 do ryze starozákonní doby, avšak upřesnění je sporné. V židovském prostředí neexistuje přelom mezi hebrejským a naším letopočtem. Bajky jsou z tohoto důvodu situovány v dobovém smísení za hranicí před i po novozákonním období, týkají se však ryze judaistických forem vylíčení.
Publikace, která byla před vydáním revidována Lukášem Sábem, byla doporučena ve 2. polovině září 2021 pro studijní účely Masarykovou univerzitou v Brně, její Pedagogické fakultě, která ho akceptovala v roce 2022. O čerstvém díle pokračujícím v tradicích judaismu v žánru bajky vypovídá i fakt, že doposud kromě odkazů na nejvýznamnější instituce památného nebo vědeckého charakteru, nebyly publikovány žádné články. Významově však následuje za středověkou koncepcí mysticismu židovských bajek, jejichž dobová vzdálenost ukazuje na správnost pokračování v jejich tradici, a to v takové podobě, jakou v roce 2023 schválily židovské obce, vedené rabíny.